# 人工授粉

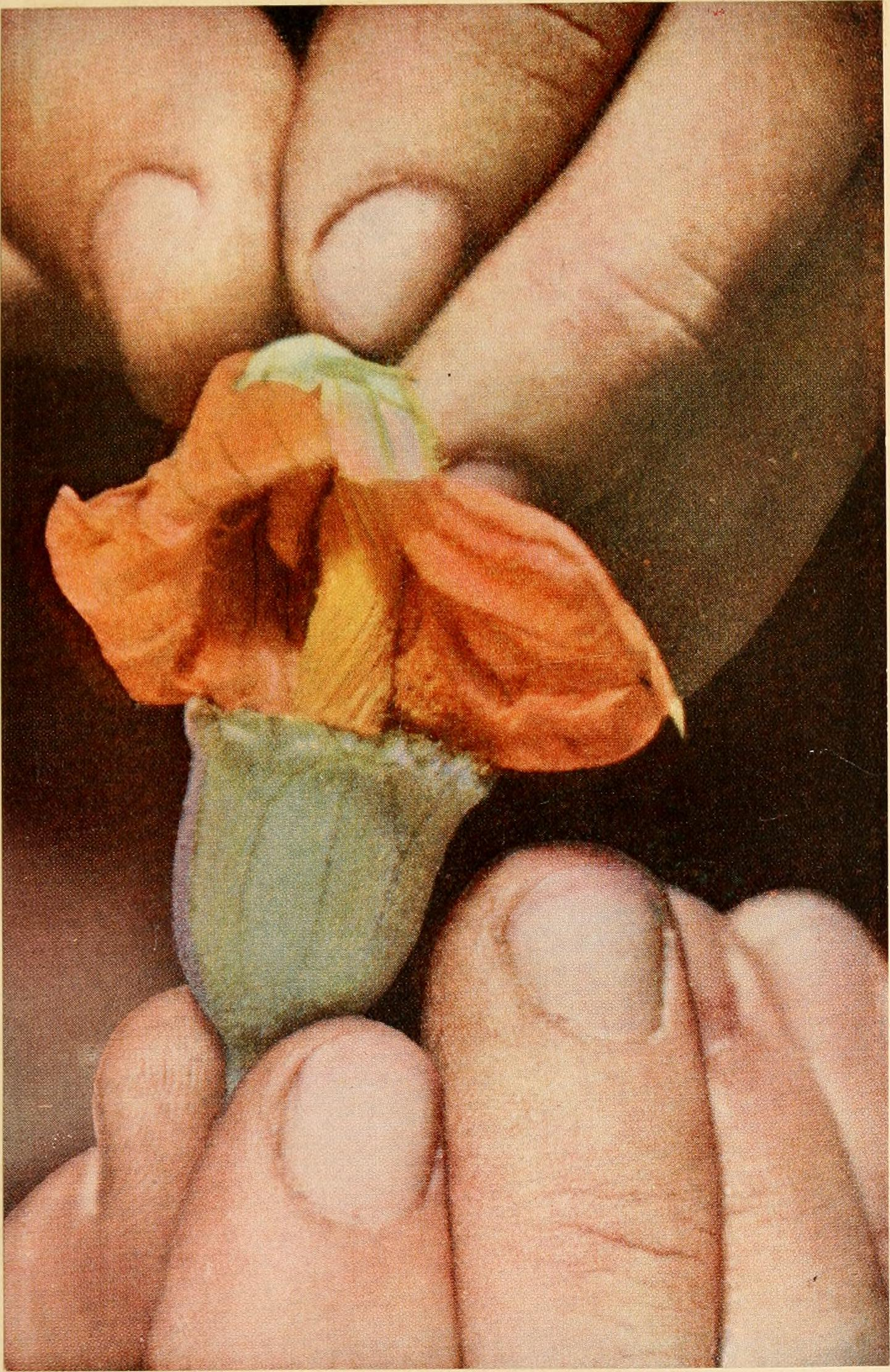
人工授粉

人工授粉是植物在自然授粉情況不理想的情况下由人類给植物授粉的一种技术。授粉者在人工授粉時用棉签将花粉从一种植物的雄蕊转移到另一种植物的雌蕊上，也可以摘下雄花的花瓣並用花瓣刷一下雌花的柱头。如果是番茄這種双性花，授粉者只需摇动一下花朵即可。